# リベラプレート

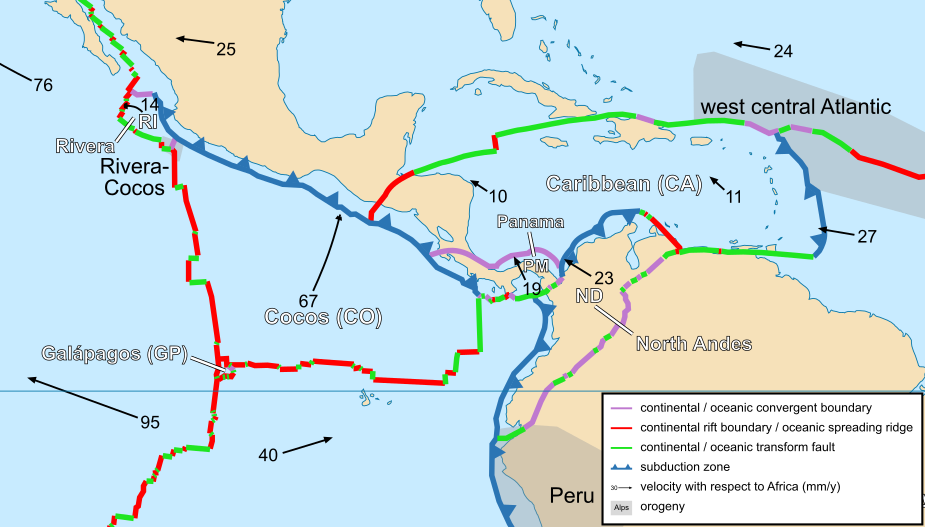
リベラプレートとその周辺（フランス語）

リベラプレート（英語:Rivera Plate）とは、メキシコの西海岸及びバハ・カリフォルニア半島の南に位置するプレート。北西を東太平洋海嶺に、南西をリベラトランスフォーム断層に、北東を中央アメリカ海溝に接している。また、プレートとしては西側に太平洋プレートが、北側、東側に北アメリカプレートが、南東側にココスプレートがある。

## 地震
リベラプレートは500万年から1000万年前にココスプレートから分離したと考えられている。北アメリカプレートの下に中央アメリカ海溝で沈み込んだこのプレートがしばしば大地震を起こすからである。その大地震は20世紀以降だけでも1932年6月3日のメキシコ・ハリスコ州でのマグニチュード8.2の巨大地震とその余震でマグニチュード7.8の地震が起こり、1995年10月9日には同所でマグニチュード7.6の地震が発生している。また、2003年1月24日には同国コリマ州附近でマグニチュード7.8の地震が、としばしば発生している。